# Нонгкавусе

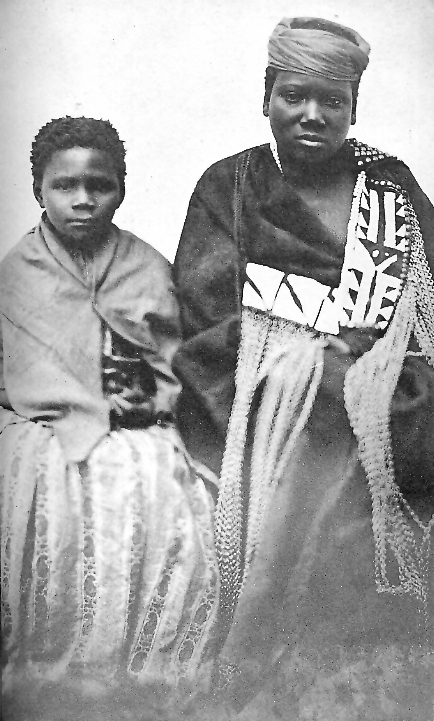
Нонгкавусе (справа) со своей последовательницей, Нонкоси.

Нонгкавусе (ок. 1840 — 1898) — пророчица из африканского народа коса, чьи пророчества привели к возникновению милленаристского движения в Южной Африке, в результате чего возник кризис в связи с массовым забоем крупного рогатого скота, принадлежавшему племени коса, в 1856—1857 годах на территории современной Восточно-Капской провинции Южно-Африканской Республики.

## Пророчество
В апреле или мае 1856 года 15-16-летняя Нонгкавусе и её подруга Номбанда пошли за водой в район устья реки Гхарха. Когда они вернулись, Нонгкавусе сказала своему дяде и опекуну Млаказе, спиритуалисту коса, что она встретилась с духами трёх своих предков.
Она утверждала, что духи сказали ей, что коса должны уничтожить их посевы и убить свой скот — источник их богатства и пищи. Взамен духи сметут британских поселенцев в море. Коса смогут пополнить зернохранилища, а также заполнить свои краали более красивым и здоровым крупным рогатым скотом. В это время многие стада коса страдали от болезни, возможно, занесённой европейским крупным рогатым скотом. Множество скота умирало.

## Следование пророчеству
Млаказа передал пророчество верховному вождю Сархили. Сархили приказал своим последователям подчиняться пророчеству, в результате чего движение за убийство скота распространялось с неудержимой силой. Истерия убийства крупного рогатого скота охватила не только гкалека, клан Сархили, но весь народ коса. Историки считают, что гкалека убили между 300 000 и 400 000 голов крупного рогатого скота.

## Последствия
Нонгкавусе предсказала, что обещание предков будет выполнено 18 февраля 1857 года, когда Солнце станет красным. В этот день взошло Солнце того же цвета, как и в любой другой день, и пророчество не было реализовано. Первоначально последователи Нонгкавусе обвинили в этом тех, кто не повиновался её инструкциям, но позднее они отвернулись от неё.
В период после кризиса население британской Каффарии снизилось с 105 000 до менее чем 27 000 в связи с последствиями голода. По крайней мере в одном случае люди были вынуждены прибегнуть к каннибализму. Нонгкавусе была арестована британскими властями и заключена в тюрьму на острове Роббенэйланд. После освобождения она жила на ферме в районе Александрии в восточной части Капской колонии. Она умерла в 1898 году.
И вождь Сархили, и сэр Джордж Грей, губернатор Капской колонии в то время, были обвинены в создании кризиса через Нонгкавусе. Те, кто обвиняет Сархили, утверждают, что он намеревался использовать голод для подготовки атаки на британских поселенцев. Обвинители Грея, большинство современных коса, считают, что он использовал Нонгкавусе намеренно, чтобы ослабить коса.